# 施利夫巴赫河
47°30′24″N 7°33′04″E / 47.50667°N 7.55122°E

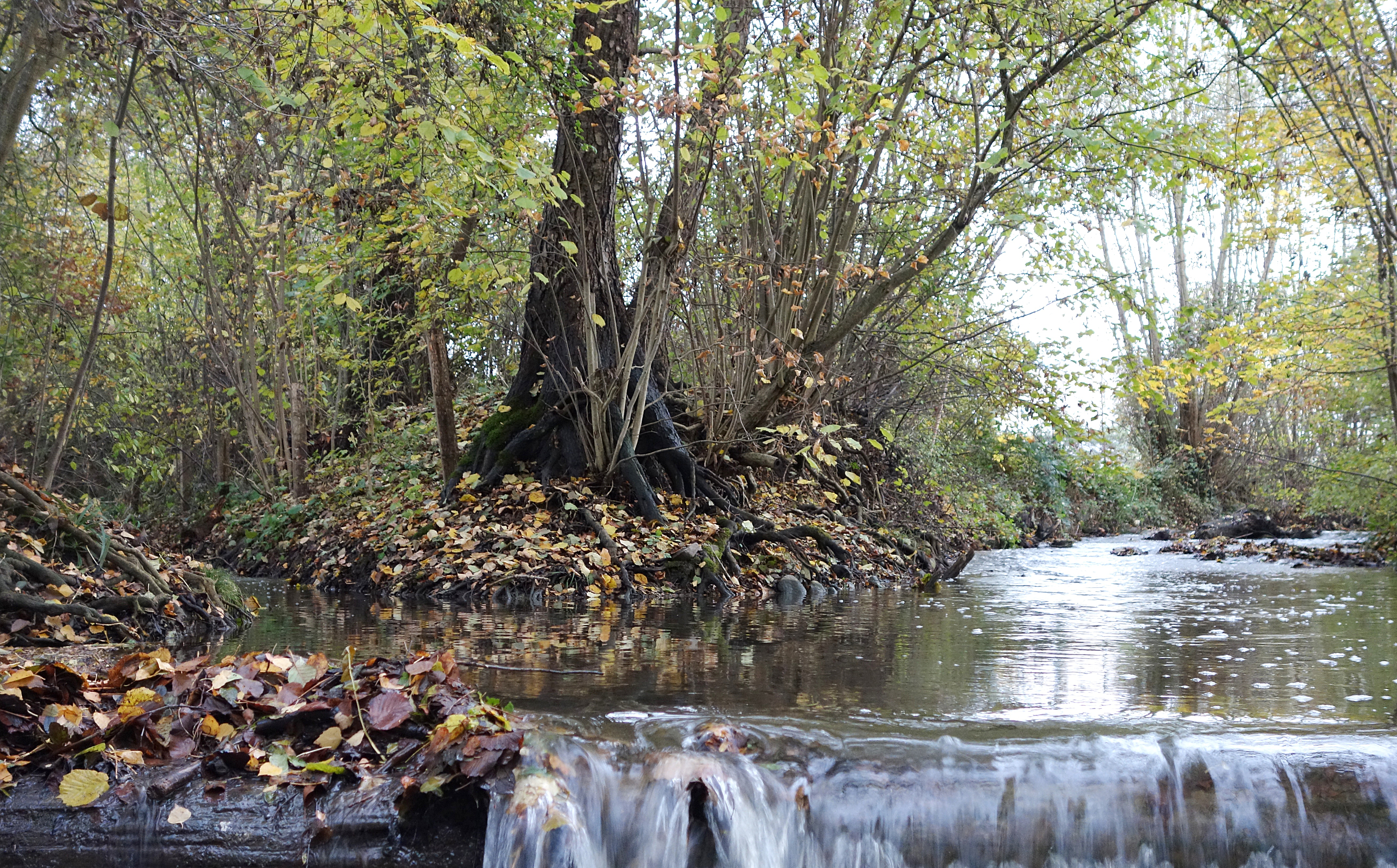

施利夫巴赫河是瑞士的河流，位於該國西北部，流經巴塞爾鄉村州和索洛圖恩州，屬於比爾西希河的支流，河道全長9.2公里，發源自霍夫施泰滕-弗呂以南，河口處在上維爾。